# Pico Almanzor
Pico Almanzor is de hoogste berg in centraal Spanje. De berg is gesitueerd in de Sierra de Gredos in de provincie Ávila, is 2592 m hoog en bestaat uit graniet. De berg staat ook bekend als de Pico de Almanzor en Moro Almanzor.

## Geschiedenis
De berg dankt zijn naam aan Al-Mansur (Arabisch voor "de overwinnaar"). Al-Mansur, met zijn volledige naam Abu Aamir Muhammad ibn Abdullah ibn Abi Aamir, al-Hajib al-Mansur, was een generaal en staatsman toen Spanje in de 10e eeuw bezet was door moslims. De Moren in Spanje gaven hem de titel Al-Mansur (in het Spaans verbasterd tot Almanzor) vanwege zijn overwinningen op de christenen.
Tijdens zijn vele campagnes in de buurt van deze berg raakte hij gefascineerd door de schoonheid ervan.
Pico Almanzor werd voor de eerste keer beklommen in september 1899 door M. González de Amezúa en José Ibrián. Espada, Ontañon en Abricarro deden de eerste winterbeklimming in 1903. In 1960 werd er op de top een 1 meter groot kruis geplaatst.